# Ned Vizzini
Ned Vizzini, właśc. Edison Price Vizzini (ur. 4 kwietnia 1981 na Manhattanie w USA, zm. 19 grudnia 2013 w Nowym Jorku) – amerykański pisarz, autor powieści dla młodzieży.

## Życiorys
Ned Vizzini urodził się 4 kwietnia 1981 roku na Manhattanie. Jego rodzina przeniosła się do Brooklynu. W wieku 15 lat zaczął pisać do gazety o problemach nastolatków. Był autorem książek dla młodzieży. Napisał książkę Całkiem zabawna historia, na podstawie której powstał film o tym samym tytule. 19 grudnia 2013 roku popełnił samobójstwo.